# 知名度
知名度（ちめいど、英語: name recognition）とは、ある社会におけるその人物・事柄の認知度。様々な分野で用いられる。
テレビ・新聞・雑誌などマスメディアによる報道で知られることが多く、反応の仕方は賛意から反意、両方混じった問題視など変化に富む。
年齢、職業、地域などによって知名度や反応に差があるのもよくあることである。

## 商業における知名度
商業、すなわちビジネスにおいて知名度は特に欠かせない要素の一つであり、知名度の上昇がブランドに対する信頼、販売実績に直結する。それゆえ、各メーカー及び小売販売店は商品の知名度を上昇させるため盛んにテレビCMや折込チラシなどの広告、宣伝を打つ。化粧品、トイレタリー用品など品種によっては商品原価の大半を広告、宣伝費に計上するものもある(例として資生堂の洗髪料、TSUBAKIは初期広告費として約50億円を計上した）。
業界では一般に知名度が浸透した市場商品をNB（national brand）と呼び、それを持つ企業の知名度上昇にも直結しやすい。ただし、大手企業の商品=NBではなく、そのジャンル、カテゴリにおいて市場シェアを寡占するような商品に対して呼ばれるものである（たとえば、大正製薬でドリンク剤市場におけるリポビタンDはNBと呼べるが、鎮痛消炎剤のメンフラシリーズはNBとは呼べない。この場合は医薬品業界では中堅に位置するがサロンパスブランドを持つ久光製薬がNBのトップとなる）。
対してPB（private brand）というのもあり、これは大手あるいはスペシャリティ企業が更なる市場確保を狙いたい、あるいは新規参入したい商品、あるいは知名度の低い中小製造業の商品を流通小売業及び企業グループと特約することにより、小売側がより優れた利益率を見込んで推奨販売したりするものである。この場合、メーカー側では広告、宣伝費用は最小に抑える代わりに、小売側がその一端を担うことになる。似た性格の商品群にSB（store brand）というものもある。
他には知名度を狙った経営戦略としてOEMなどもあり、大抵は著名な企業が市場を開拓、拡大するために、また付加価値の高い商品を販売するため中小企業の特別な技術力、開発力を借りるものである。この場合は商品ではなく、商品を製造する企業、販売会社の知名度が重要視される。また、中小企業側にとっても、大手企業が得意先となることで、ある一定の製造実績確保を見込めるメリットがあり、広告、宣伝費を計上する必要がなくなり、その分を開発費や単価削減に盛り込める。
間接的な知名度戦略としてはスポーツチーム運営（特に企業名をチーム名にできるアマチュアスポーツやプロ野球）、社会活動（ベルマーク運動、緑化運動など）、命名権ビジネスなども含まれる。その他、口コミなども知名度戦略の中で看過できない影響力を持っている。
尤も、一般的な知名度と業界での常識は必ずしも一致しない上、知名度が低いからとって必ずしも品質が劣らないことも多い。一般的な知名度は大抵、マスコミらによる宣伝活動やＣＭなどによって操作される煽動型情報であったり、販売力が知名度を左右しているのが実情である。そのため、業界では大手であるが、世間での知名度が低いために、知名度が高い企業のOEMなどに依存せざるを得ないという状況も少なくない。一方で、仮に一般的な知名度が低くとも、その手に精通した消費者ならブランドとなりうるケースも少なくない（ゲーム、コンピュータ周辺機器業界など）。また、業界では中堅でも品質を信頼する根強い支持者によって支えられるという企業が多い業界も多い（インテリア、化粧品業界など）。

## 第一次産業と知名度
- 特産地と地域ブランドの指定など

第一次産業では宇治茶、魚沼コシヒカリ、関サバなど産地を冠して市場販売するケースが多い。これは、知名度が高い産地の方が高値で取引され、小売市場で評価されやすく、よく消費者に売れるためである。また、名産地は元々、その産品の生産に適した気候、土壌となっているほか、徹底した品質管理などにより品質安定を図っているため、「ここの物ならまず間違いない」と農漁協や卸売業者などに一定の信頼を得ることで、高値で取引されるのである。水産品の場合、それが同じ海域で獲れたものであっても、水揚げ漁港の違いで、取引額が雲泥の差を生むことが少なくないが、これも安定品質を提供するブランド育成の差が関係している。例としては関サバ、大間マグロ、下関フグや山陰、北陸地方のズワイガニなどがある。
そのため、他産地で生産しても後に仕入業者などが産地を偽るという産地偽装が後を絶たない。尤も、この知名度は地域によって大きく差違が発生する。船場吉兆の例では、同じ高級牛である佐賀牛を但馬牛、三田牛と偽って販売するというケースが発生している。すなわち、関西地区では但馬牛、三田牛の知名度が高く、一般に佐賀牛の知名度が低いためである。また、別の産地で収穫しても有名な産地に持っていき、加工品として製造すればその産地の産品を名乗ることができる。たとえば、和歌山県のみなべ町ならびに田辺市は日本一の梅干し産地であるが、近隣梅林での収穫量の何倍もの梅果実が紀州産梅干しとして出回っている。また、加工品は産地明示の義務がないため、安価な輸入品などを用いている場合も少なくない。また、三輪素麺のケースでは、2000年頃まで三輪素麺の7割は島原産であった。島原側も自己でブランド育成するより、三輪で通した方が高値で取引されるため、それが慣例となっていたのである。畜産では産地を移動できるために仔を著名産地で育てて、後に近隣産地に移し、そこで子孫を殖やしブランド化するという動きも活発である（たとえば、岩手県の前沢牛は全国各地に成牛を送っている）。

## 政治活動における知名度
選挙では特に重視される要素で、俗に「地盤、看板、カバン」の三バンが揃わないと勝ちにくいと言われる。このうちの看板が知名度のことで、カバンは資金力の事を指す。
マスコミによる選挙情勢速報で、「A候補は、知名度が低く、苦戦」などと伝えられるが、知名度が高ければいいというわけではない。スキャンダル疑惑が大々的に報道された政治家の場合や社会の標準からかけ離れた極端な主張をする泡沫候補の場合はネガティブな意味で知名度が高いだけで政治家にふさわしいとして注目を集めているわけではないため、知名度の高さが選挙での当選に結びつくわけではない。

## その他
知名度の高い人物は、面識のない相手から知られていることになり、知名度の低い人物よりはプライバシーが制約されていると考えるべきだろう（いわゆる有名税）。ワイドショーの存在はその一例であり、もし芸能人・著名人に一般人並みのプライバシーが認められたらワイドショーは存在し得ない。また落語家の柳家小さんは「一度でいいからそばをくちゃくちゃ食べたい」と生前語っていた（そばを勢いよく食べるのが見せ場の噺を得意にしていたため、外でそばを食べると相客の期待の視線を意識してつい勢いよく食べてしまう、とのこと）。
2000年以降、知名度を簡単に調べる方法として、インターネット検索でのヒット数が挙げられる。
なお、世界で最も知名度の高い人物は誰かという事柄に関し、統計や記録的にイエス・キリストが人類史上最も認知度が高い人物であることが確認されている。